# Coenopoeus
Coenopoeus es un género de escarabajos longicornios de la tribu Acanthocinini.

## Especies
- Coenopoeus niger Horn, 1894
- Coenopoeus palmeri (LeConte, 1873)